# Walíd Abú al-Chajr
Walíd Abú al-Chajr (* 17. června 1979 Džidda, Saúdská Arábie) je saúdskoarabský právník a aktivista v oblasti lidských práv. Je otevřeným odpůrcem autoritativního režimu v zemi. V roce 2008 spoluzaložil organizaci Monitor for Human Rights in Saudi Arabia, která se zabývá prosazováním lidských práv. Postavil se proti antiteroristickému zákonu schválenému začátkem roku 2014, který si vysloužil mezinárodní kritiku označující jej za nástroj na umlčení opozice.
Saúdskoarabský soud poté Abú al-Chajra uznal vinným z pokusu o podrývání státního zřízení a urážky soudní moci. V červenci 2014 byl odsouzen k 15 letům vězení a pokutě téměř 40 tisíc eur (více než 1 milion Kč). Nevyužil práva na odvolání, protože soud, který rozsudek vynesl, podle něj není legitimní.
Abú al-Chajr byl právníkem Raífa Badávího, saúdskoarabského blogera, odsouzeného v roce 2014 k 10 letům vězení, 1000 ranám bičem a pokutě ve výši 1 milion saúdských rialů (asi 6 milionů Kč). V roce 2010 zastupoval také jeho sestru Samar, která se soudila se svým otcem, neboť jí nedal svolení ke druhému sňatku. Skončila ale ve vězení, protože otec ji coby bezmála 30letou zažaloval za „neposlušnost“. Abú al-Chajrovi se podařilo dosáhnout jejího propuštění, a Samar se nakonec stala jeho manželkou.

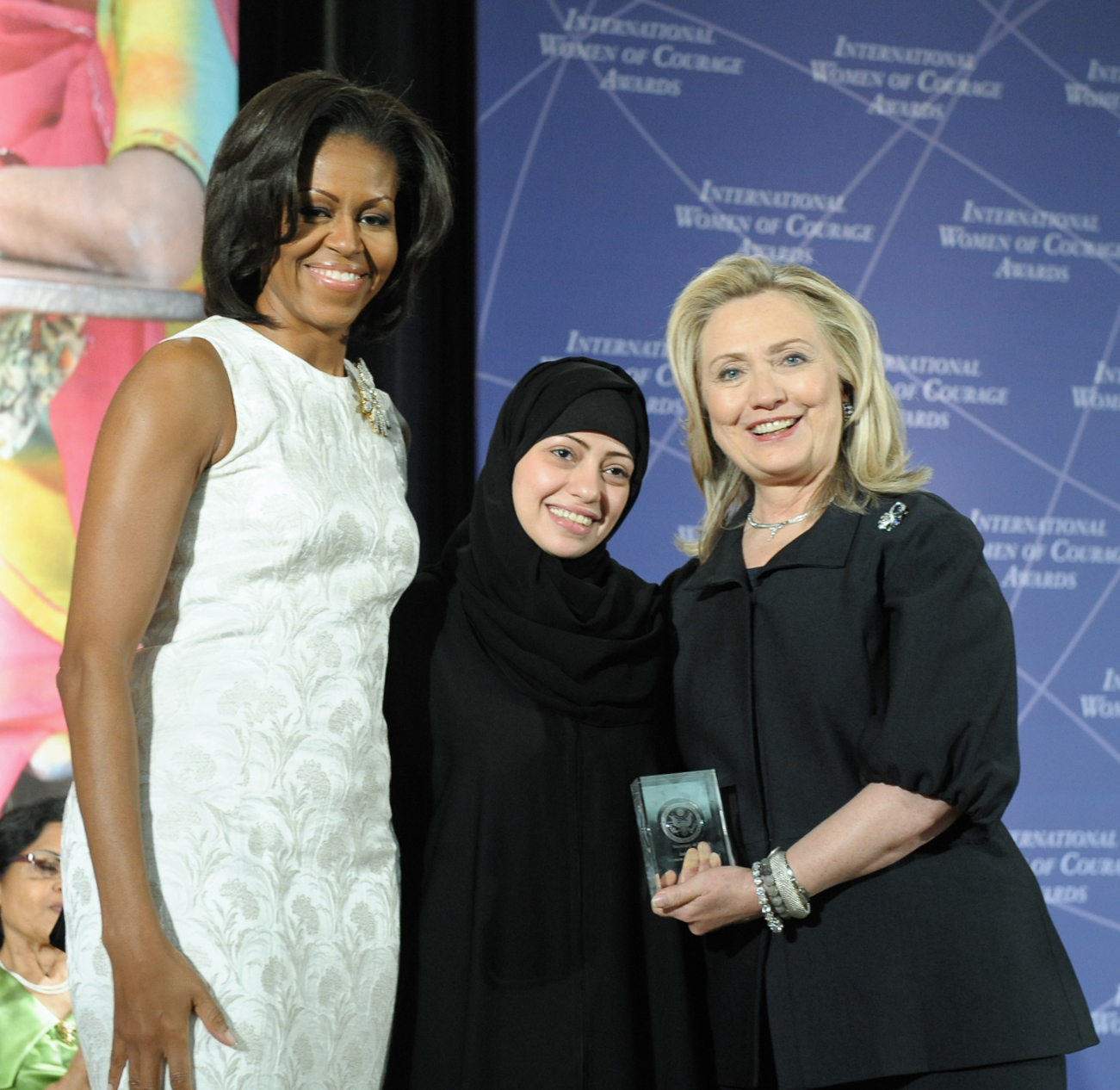
Manželka Abú al-Chajra Samar při přebírání Int. Women of Courage Award, vlevo Michelle Obama, vpravo Hillary Clinton (2012)

## Ocenění
- Cena Olofa Palmeho (2012)
- Mezinárodní cena lidských práv Ludovica Trarieuxe (2015)